# Окружность Брокара
Окружность Брокара (окружность семи точек) — окружность, диаметром которой является отрезок, соединяющий центр описанной окружности данного треугольника и его точку Лемуана. Две точки Брокара лежат на этой окружности, так же как и три вершины треугольника Брокара. Эта окружность концентрическая с первой окружностью Лемуана.
В равностороннем треугольнике центр описанной окружности и точка Лемуана совпадают, поэтому его окружность Брокара вырождается в точку.
Названа в честь французского метеоролога и геометра Анри Брокара, описавшего окружность в 1881 году.
При инверсии относительно описанной окружности ось Лемуана (трилинейная поляра точки Лемуана) переходит в окружность Брокара. Кроме того, так как точка Лемуана диаметрально противоположна центру описанной окружности, то точка Лемуана является полюсом оси Лемуана относительно описанной окружности.